# Równiarko- spycharka
Równiarko-spycharka – maszyna budowlana skonstruowana w Hucie Stalowa Wola w 1970 roku. Przeznaczona była do pracy m.in. przy budowie dróg, lotnisk, niwelacji terenu na budowach, mieszania materiałów drogowych w procesie stabilizacji gruntu, do zrywania starej nawierzchni, trawników itp.

## Konstrukcja
Bazą do opracowanej konstrukcji była skonstruowana i produkowana od 1969, przez HSW ładowarka Ł-3. Wykorzystano z niej: silnik, skrzynię biegów, mosty napędowe, układ hydrauliczny oraz kabinę operatora. Maszynę zaprojektowano jako 3 osiową, z napędem na dwie tylne osie. Przednia oś skrętna, sterowana hydraulicznie.
Maszyna posiadała sterowany hydraulicznie, przedni lemiesz, służący do równania i niwelacji większych nierówności terenu, oraz przemieszczania urobku.
Napędzana była silnikiem wysokoprężnym, WSK Mielec SW680/8, o mocy 193 KM, ze zmiennikiem momentu ZM-151, poprzez sterowaną hydraulicznie, przełączalną pod obciążeniem, 8-biegową, (4 biegi do przodu i 4 do tyłu) skrzynię biegów SB-163, własnej konstrukcji i mosty napędowe produkcji Fabryki Maszyn Radomsko.
Wyprodukowano ok. 7 sztuk. Maszyny były używane m.in. przez Centralę Handlu Zagranicznego Budownictwa Budimex w trakcie kontraktu na budowę dróg w Libii.